# لارس ريكن
لارس ريكن (بالألمانية: Lars Ricken) مواليد 10 يوليو 1976 في دورتموند، ألمانيا الغربية، هو لاعب كرة قدم ألماني دولي سابق كان يلعب كلاعب وسط. اعتزل اللعب عام 2009. سبق له أن لعب في كأس العالم لكرة القدم مع منتخب بلاده. بدأ مسيرته الرياضية عام 1993. لعب خلال مسيرته 340 مباراة سجل خلالها 57 هدفاً.

## المسيرة الاحترافية

### أندية لعب لها
- بوروسيا دورتموند

## روابط خارجية
- لارس ريكن على موقع الاتحاد الدولي (مؤرشف)  (الإنجليزية)
- لارس ريكن على موقع الاتحاد الأوربي (الإنجليزية)
- لارس ريكن على موقع قاعدة بيانات كرة القدم.إي يو (الإنجليزية)
- لارس ريكن على موقع بيانات كرة القدم. دي إي (الألمانية)
- لارس ريكن على موقع ناشيونال فوتبول تيمز (الإنجليزية)
- لارس ريكن على موقع عالم كرة القدم.نت (الإنجليزية)